# مسافر همیشگی (فیلم)
مسافر همیشگی (به انگلیسی: The Commuter) فیلمی در ژانر اکشن-رازآلود-دلهره‌آور به کارگردانی ژائومه کولت-سرا است که در ابتدای سال ۲۰۱۸ میلادی منتشر شد. از بازیگران این فیلم می‌توان به لیام نیسون، ویرا فارمیگا، سام نیل، جاناتان بنکس و پاتریک ویلسون اشاره کرد.
فیلم ۱۱۹ میلیون دلار در سرتاسر جهان فروخت و نقدهای متفاوتی از منتقدان دریافت کرد که آن را شبیه به فیلم پیشینِ نیسون و کولت-سرا، (بدون توقف) نامیدند، اما عملکرد نیسون و هیجان‌های های این ژانر را تحسین کردند.

## داستان
مایکل (لیام نیسون) یک فروشندهٔ بیمه است که روزی یک بار بین محل کار و خانه با قطار در حال رفت‌وآمد است. بعد از تماس یک غریبهٔ مرموز (ویرا فارمیگا)، مایکل مجبور می‌شود تا هویت مخفی مسافری در قطار را قبل از آخرین ایستگاه کشف کند. همان‌گونه که او در حین گذر زمان برای حل این معما کار می‌کند، متوجه می‌شود که یک نقشهٔ مرگبار در حال آشکار شدن است و مایکل ناخواسته وارد توطئهٔ جنایی می‌شود که مرگ و زندگی مسافران قطار را در دست می‌گیرد….

## تولید
در ژانویهٔ ۲۰۱۰، اولاتیوند اوسونسانمی به‌عنوان کارگردان این فیلم از کمپانی گولد سایرکل معرفی شد؛ با فیلمنامه‌ای با نویسندگی بایرون ویلینگر و فیلیپ د بلاسی. بیش از یک سال بعد، در اوت ۲۰۱۱، جولیان جارولد اعلام کرد که کارگردانی این فیلم را بر عهده خواهد داشت. در سپتامبر ۲۰۱۵ گزارش شد که لیام نیسون نقش اصلی فیلم را بازی خواهد کرد و فیلم توسط استودیو کانال تولید خواهد شد. در ژانویهٔ ۲۰۱۶ ژائومه کولت-سرا برای کارگردانی این فیلم یک قرارداد بست. این چهارمین همکاری این کارگردان با لیام نیسون محسوب می‌شود.
در ژوئن ۲۰۱۶ ویرا فارمیگا به گروه بازیگران پیوست.

## انتشار
در نوامبر ۲۰۱۵ لاینزگیت فیملز اعلام کرد که استودیو کانال این فیلم را پیش‌خریداری کرده‌است. این فیلم در ۱۲ ژانویهٔ ۲۰۱۸ منتشر شد.

## بازیگران
- لیام نیسون در نقش مایکل مک کالی
- ویرا فارمیگا
- سام نیل
- الیزابت مک‌گاورن
- جاناتان بنکس
- پاتریک ویلسون
- کلارا لاگو در نقش اوا
- کینگزلی بن-ادیر در نقش مأمور ویژه گارسیا